# Wrocław Różanka Ładownia
Wrocław Różanka Ładownia – nieczynna towarowa ładownia kolejowa we Wrocławiu, przy ulicy Ligockiej, na osiedlu Różanka, w dzielnicy Psie Pole, która położona jest na końcu bocznicy szlakowej odchodzącej od linii kolejowej łączącej Jelcz Miłoszyce i Wrocław Osobowice. Stacja obsługiwała znajdujące się przy niej magazyny, młyn "Różanka" oraz do 1967 roku wraz z sąsiednią stacją Wrocław Różanka Wąskotorowy pełniła funkcję przeładunkowe pomiędzy różnymi systemami kolejowymi.